# Castell de Dudelange
Les ruïnes del Castell de Dudelange (en francès: Château de Dudelange), es troben al Mont Saint-Jean, un pujol boscós a l'oest de Dudelange al sud de Luxemburg. El castell es va completar a començaments del segle xvi, però va ser destruït el 1552.

## Història
A l'indret de les ruïnes es troben rastres d'estructures gal·loromanes, la primera evidència d'un castell a la zona és al mateix Dudelange, on un castell pertanyent als senyors de Gymnich va ser destruït al voltant de 1400 per Robert de Bar. A començaments del segle xv, es va començar a treballar en la construcció d'un castell que es va completar a començaments del segle xvi amb influències gòtiques i renaixentistes. Les pedres estan finament tallades i es troben escultures dels senyors de Gynmich, Boulay, Neufchâtel, Hunolstein i Isembourg que van invertir en la seva fortalesa de luxe. Tanmateix, des de 1542 el castell va ser pres per Francesc I i Enric II de França quan estaven en guerra amb  l'emperador Carles V. El 1552, l'edifici va ser destruït i privat de tot valor estratègic. A partir d'aleshores les ruïnes van ser utilitzades com a pedrera per a les construccions dels pobles dels voltants.
Des de la dècada de 1970, l'Amis de l'Histoire de Dudelange et du Mont Saint-Jean (Amics de la Història de Dudelange i Mont St. Jean) han excavat les ruïnes, descobrint els fonaments de diverses torres, el palau, habitatges, estables i dependències. Tres pous i un dipòsit han estat parcialment desenterrats. Les rases i l'entrada al castell encara es poden veure.